# Iznogud
Iznogud (pronunciat com he's no good/is no good amb accent francès) és un personatge de ficció, una sèrie de còmic francobelga del gènere d'humor i una sèrie de dibuixos animats animats per TV. Fou creat pel guionista René Goscinny i el dibuixant Jean Tabary i va ser publicat per primer cop el 25 de gener de 1962 al número 1 de la revista Record. El nom original en francès és el de Iznogoud. Inicialment es va titular Les aventures du calife Haroun El Poussah. Després de la desaparició de la revista Record, la sèrie va començar a publicar-se a Pilote el 1968.

## Biografia de ficció
La historieta està ambientada en el Bagdad meravellós de Les mil i una nits. Harun El Pussah, un personatge bonàs, molt estimat pel poble, és el califa de Bagdad, i Iznogud és el seu visir. El nom del personatge revela el seu caràcter: és un joc de paraules amb la frase anglesa He's no good. En efecte, l'objectiu de l'envejós i traïdor visir no és altre que "ser califa en lloc del califa", per a això, davant la passivitat beneita de Harun, es dedica a conspirar interminablement, amb l'ajuda del seu fidel Dilat Larà (Dilat Larath en la versió original). Els plans d'Iznogud sempre fracassen i condueixen Iznogud i Dilat Lara a situacions aparentment sense sortida, de les quals, però, no queda mai empremta al començament de l'episodi següent. Destaca per ser una de les escasses tires còmiques infantils on el protagonista és el dolent de la trama i no un heroi positiu.

## Publicacions i trajectòria editorial
Amb el nom de El Califa i el Gran Visir, es va publicar en Català a l'infantil Tretzevents entre els números, 202 i el 343.

## Àlbums

### Guió de Goscinny i dibuix de Jean Tabary
- 1. Le Grand Vizir Iznogoud (1966)
- 2. Les Complots d'Iznogoud (1967)
- 3. Les Vacances du calife (1968)
- 4. Iznogoud l'infâme (1969)
- 5. Des Astres pour Iznogoud (1969)
- 6. Iznogoud et l'ordinateur magique (1970)
- 7. Une Carotte pour Iznogoud (1971)
- 8. Le Jour des fous (1972)
- 9. Le Tapis magique (1973)
- 10. Iznogoud l'acharné (1974)
- 11. La Tête de turc d'Iznogoud (1975)
- 12. Le Conte de fées d'Iznogoud (1976)
- 13. Je veux être calife à la place du calife (1978)
- 14. Les Cauchemars d'Iznogoud (Volum 1) (1979)
- 22. Les Cauchemars d'Iznogoud (Volum 2) (1994)
- 23. Les Cauchemars d'Iznogoud (Volum 3) (1994)

### Dibuix de Jean Tabary
Guió de Tabary amb l'excepció del nº 17
- 15. L'Enfance d'Iznogoud (1981)
- 16. Iznogoud et les femmes (1983)
- 17. Les Cauchemars d'Iznogoud (Volum 4) (guió de Buhler, 1984)
- 18. Le Complice d'Iznogoud (1985)
- 19. L'Anniversaire d'Iznogoud (1987)
- 20. Iznogoud enfin calife ! (1989)
- 21. Le Piège de la sirène (1992)
- 24. Les Retours d'Iznogoud (1994)
- 25. Mais qui a tué le calife? (1998)
- 26. Un Monstre sympathique (2000)
- 27. La Faute de l'ancêtre (2004)

### Dibuix de Nicolas Tabary
- 28. Les Mille et Une Nuits du Calife (guió de Muriel Tabary, Dumas i Stéphane Tabary, 2008)
- 29. Iznogoud président (guió de Nicolas Canteloup i Laurent Vassilian, 2012)
- 30. De père en fils! (guió de Laurent Vassilian, 2015)